# Sotanostenochrus cookei
Sotanostenochrus cookei är en spindeldjursart som först beskrevs av Verner Hawsbrook Rowland 1971.  Sotanostenochrus cookei ingår i släktet Sotanostenochrus och familjen Hubbardiidae. Inga underarter finns listade i Catalogue of Life.